# Andrew Norman Meldrum
Andrew Norman Meldrum (* 19. März 1876 in Alloa; † 12. März 1934 in Edinburgh) war ein schottischer Chemiker. Nach ihm benannt ist die von ihm entdeckte Meldrumsäure.
Meldrum besuchte Colleges in Aberdeen und London sowie die University of Aberdeen, wo er 1904 bei Francis Japp mit der chemiehistorischen Arbeit Avogadro and Dalton : the Standing in Chemistry of their Hypotheses promoviert wurde. Als akademischer Lehrer war er zunächst an den Universitäten von Aberdeen, Liverpool, Sheffield und Manchester tätig. Er ging 1912 nach Indien, wo er bis zu seinem Ruhestand 1931 auf verschiedenen Hochschullehrerposten tätig war.
Seine Arbeitsgebiete waren unter anderem die Chemie der Terpene und verwandter aromatischer Verbindungen sowie die Chemiegeschichte.